# Кузьменко, Пётр Павлович
Пётр Павлович Кузьменко (укр. Петро Павлович Кузьменко; род. 19 октября 1954, Умань, Черкасская область) — украинский политик. Бывший Народный депутат Украины.

## Образование
С 1970 до 1974 года учился на факультете судостроения Херсонского судно-механического техникума по специальности судостроитель, а с 1977 до 1983 года — на факультете «Технология механизации станкостроения» Винницкого политехнического института по специальности инженер-механик. Также окончил юридический факультет Киевского национального университета имени Тараса Шевченко.
Владеет немецким языком.

## Карьера
- 1973—1974 — сборщик корпусов металлических судов на Херсонском судостроительном заводе.
- 1974—1976 — служба в армии.
- 1976—1977 — мастер инструментального цеха на заводе «Уманьсельмаш».
- 1977—1979 — главный механик автоколонны 2234, г. Умань.
- 1979—1986 — заместитель начальника, начальник цеха, заместитель начальника отдела, начальник отдела, главный технолог завода «Уманьсельмаш».
- 1986—1990 — главный инженер, генеральный директор ПО «Уманьфермермаш».
- 1990—1991 — председатель Комитета по сельскохозяйственному машиностроению при Совете Министров УССР.
- 1991—2002 — директор ООО «Шанс».

Бывший член партии ВО «Батькивщина».

## Парламентская деятельность
Народный депутат Украины 4-го созыва с мая 2002 до мая 2006 по выборному округу № 199 Черкасской области, самовыдвижение. «За» 21.56 %, 13 соперников. На время выборов: директор ООО фирма «Шанс» (г. Умань), беспартийный. Член фракции СДПУ(О) (май 2002 — декабрь 2004), внефракционный (декабрь 2004), член фракции партии «Единая Украина» (декабрь 2004 — февраль 2006), член фракции «Блок Юлии Тимошенко» (с февраля 2006). Секретарь Комитета по вопросам промышленной политики и предпринимательства (с июня 2002).
Народный Депутат Украины 5-го созыва с мая 2006 до июня 2007 от «Блока Юлии Тимошенко», № 100 в списке. На время выборов: народный депутат Украины, беспартийный. Член фракции «Блок Юлии Тимошенко» (с мая 2006). Член Комитета по вопросам промышленной и регуляторной политики и предпринимательства (с июля 2006). 15 июня 2007 года досрочно прекратил свои полномочия во время массового сложения мандатов депутатами-оппозиционерами с целью проведения внеочередных выборов в Верховную Раду.
Народный депутат Украины 6 созыва с ноября 2007 до декабря 2012 от «Блока Юлии Тимошенко», № 97 в списке. На время выборов: временно не работал, член партии ВО «Батькивщина». Член фракции «Блок Юлии Тимошенко» (ноябрь 2007 — сентябрь 2010). Исключен из фракции «за сотрудничество с большинством». Член фракции Партии регионов (с октября 2010). Заместитель председателя Комитета по вопросам промышленной и регуляторной политики и предпринимательства (с декабря 2007).

## Семья
Украинец. Отец Павел Леонтьевич (1917—1962). Мать Анастасия Герасимівна (1921—1993). Жена Галина Ивановна (1961) — педагог, референт ООО «Шанс» (г. Умань). Сын Александр (1978) — помощник-консультант народного депутата Украины. Дочь Инна (1982) — студентка Киевского национального университета имени Тараса Шевченко.

## Награды
Заслуженный работник промышленности Украины (февраль 2004). Почётная грамота Кабинета Министров Украины (декабрь 2003).

## Деятельность
27 апреля 2010 года голосовал за ратификацию соглашения Януковича — Медведева, то есть за продление пребывания ЧФ России на территории Украины до 2042 года.